# أنصار برويز
أنصار برويز (بالإنجليزية: Ansar Pervaiz) (و. 1949 – م) هو فيزيائي، ومهندس من باكستان .

## التعليم
تعلم في Rensselaer Polytechnic Institute

## جوائز
حصل على جوائز منها:
- Hilal-i-Imtiaz.